# イリーナ・チャシナ
イリーナ・ヴィークトロヴナ・チャシナ(ロシア語：Ирина Викторовна Чащина, 英語：Irina Viktorovna Tchachina, Chashchina, 又は Tchashchina, 1982年4月24日 - )は、元新体操選手。ロシアのオムスク生まれ。

## 経歴
“新体操は身体だけでなく知性も鍛えなければならない。なぜなら知能も重要だから”と彼女は言う。6歳のとき新熱心なアマチュアスポーツマンである祖父によってオムスクのスポーツ教室に連れられて体操を始めた。その前の日、チャシナはテレビで世界新体操選手権を見て、大変感銘を受けた。チャシナの家族は水泳をするよう強く主張したので、小さい頃は音楽と水泳と新体操漬けの毎日を送っていたが、14歳のときに新体操を選んだ。そして4年後、評判の高いロシアのコーチVera Shtelbaumsのところで練習を始めた。
1999年の世界新体操選手権で団体のメンバーとして金メダル獲得に貢献したことで注目を浴び始める。2001年より主要な国際大会で優勝を重ねるようになり、同じロシアのアリーナ・カバエワ、ウクライナのアンナ・ベッソノバとともに「3強」と称されるようになる。
2001年の世界新体操選手権では個人総合2位、計2つの金メダルと4つの銀メダルを獲得するも、薬物使用違反でカバエワと共にメダル剥奪・1年間の出場停止処分を受ける。2003年の世界新体操選手権大会で個人総合3位、出場した6種目全てメダルを獲得した。2004年のアテネオリンピックでは個人総合の決勝途中までカバエワを抑え1位の位置につけながらも、最終種目のリボンでミスを犯し銀メダルに終わる。2005年の世界新体操選手権大会でも個人総合3位となる。2006年に現役を引退。